# Catherine Turon
Catherine Turon, née en 1944, est une chercheuse et astronome émérite française, pionnière de l'astrométrie spatiale. Ses travaux ont été récompensés par la médaille d'argent du CNRS.

## Biographie
À la fin de son doctorat de troisième cycle à la faculté des sciences de Paris en 1968, Catherine Turon soutient sa thèse qui porte sur des recherches sur la densité et loi de force dans la galaxie au voisinage du soleil. Le jury de sa thèse inclut notamment l'astronome Jean Rösch.
C'est une pionnière de l'astrométrie spatiale, l'étude de la position des étoiles, de leurs distances et de leurs magnitudes. Elle mène ses recherches au département GEPI (Galaxies, Etoiles, Physique et Instrumentation) de l'Observatoire de Paris et fait partie de l'équipe qui travaille sur le satellite Hipparcos, de l'Agence spatiale européenne. Le satellite, lancé en 1989 par Ariane 4, avait pour but de cartographier les étoiles de la Voie lactée. Plus tard, elle participe au développement de son successeur, le satellite Gaia qui poursuit le même but avec une cartographie en 3D. Ce satellite dévoile sa troisième carte en 2020,.
Elle est membre de l'Union astronomique internationale.

## Travaux
Ses domaines de recherche portent sur l'astrométrie, la mécanique céleste ainsi que la structure et la dynamique de la Voie lactée.

### Mission Gaïa
Catherine Turon est impliquée dans la mission Gaia dès ses débuts. 

### Mission Hipparcos
Elle a également contribué au Catalogue d'entrée Hipparcos. Elle est à la tête de l'Input Catalogue Consortium (INCA), chargé de choisir les étoiles cibles qu'Hipparcos allait étudier. Ce consortium a aussi pour objectif de définir et de préparer tous les aspects du programme d'observations d'Hipparcos. 

## Distinctions
Catherine Turon obtient en 1991 la médaille d'argent du CNRS.
En 1999, elle reçoit la première médaille du directeur scientifique de l'Agence spatiale européenne (ESA), avec les membres de son équipe Jean Kovalevsky, Lennart Lindegren et Erik Høg, pour leurs travaux sur Hipparcos.
L'astéroïde (33334) Turon porte son nom.

## Publications

### Livres
- (en) Catherine Turon, Frédéric Meynadier et Frédéric Arenou, GAIA: at the frontiers of astrometry, EDP Sciences, coll. « EAS publications series », 2011 (ISBN 978-2-7598-0608-9)

### Articles
- Benoit Famaey, Alain Jorissen, Xavier Luri et Michel Mayor, « Local kinematics of K and M giants from CORAVEL/Hipparcos/Tycho-2 data: Revisiting the concept of superclusters », Astronomy & Astrophysics, vol. 430, no 1,‎ janvier 2005, p. 165–186 (ISSN 0004-6361 et 1432-0746, DOI 10.1051/0004-6361:20041272, lire en ligne, consulté le 21 avril 2024)
- Noël Robichon, Frédéric Arenou, Catherine Turon, Jean-Claude Mermilliod et Yveline Lebreton, « Analysis of seven nearby open clusters usine Hipparcos data », Proceeding of the SymposiumHipparcos-Venice ESA, vol. 402,‎ 1997, p. 567-570 (lire en ligne, consulté le 25 avril 2024)
- Catherine Turon, « Observatories in Space », Astronomy & Astrophysics,‎ 2010 (lire en ligne, consulté le 13 mai 2024)